# Lenka Šmídová
Lenka Šmídová (* 26. März 1975 in Havlíčkův Brod) ist eine tschechische olympische Seglerin.

## Leben
Šmídová nahm bei den Olympischen Sommerspielen 2000 in Sydney beim Segeln in der Bootsklasse Europe teil und kam in der Gesamtwertung auf den 7. Platz. Bei den Olympischen Sommerspielen 2004 in Athen nahm Šmídová ebenfalls in der Bootsklasse Europe teil. Nach der Norwegerin Siren Sundby und vor der Dänin Signe Livbjerg kam sie in der Gesamtwertung auf den 2. Platz und erhielt die Silbermedaille. Bei Olympischen Sommerspielen 2008 in Peking war Šmídová wieder als Teilnehmerin dabei. Die olympische Frauen-Bootsklasse Europe wurde ab 2008 auf Beschluss der International Sailing Federation (ISAF) durch die Bootsklasse Laser Radial abgelöst. Šmídová segelte aber 2008 mit Lenka Mrzílková mit der olympische Zweimann-Rennjolle 470er. Sie kamen in der Gesamtwertung auf den 7. Platz.